# فنسنت جيروم
فنسنت جيروم (بالفرنسية: Vincent Jérôme)‏ ولد بتاريخ 26 نوفمبر 1984 في فرنسا، هو دراج فرنسي في صنف سباق الدراجات على الطريق.

## وصلات خارجية
- الموقع الرسمي

## روابط خارجية
- فنسنت جيروم على موقع الاتحاد الدولي للدراجات (الإنجليزية)
- فنسنت جيروم على موقع أرشيف الدراجات (الإنجليزية)
- فنسنت جيروم على موقع إحصائيات الدراجات الإحترافية (الإنجليزية)
- فنسنت جيروم على موقع نسبة الدراجات (الإنجليزية)
- فنسنت جيروم على موقع CycleBase (الإنجليزية)